# Kitaibela
Genre
Classification phylogénétique
Kitaibela - est un genre de la famille des Malvaceae originaire d'Europe centrale.

## Position taxinomique
Une malvacée a été collectée par Pál Kitaibel, coauteur avec le comte Franz de Paula Adam von Waldstein de l'ouvrage Descriptiones et icones plantarum rariorum.
C'est en son honneur que Carl Ludwig von Willdenow dénomme le genre et, avec l'échantillon, décrit l'espèce type du genre Kitaibela vitifolia en 1799.
L'orthographe du genre varie selon les index : Kitaibelia - nom fixé à l'origine par Willdenow - et Kitaibela plus conforme aux usages actuels.
Le genre est classé dans la tribu des Malveae, sous-tribu des Malvinae.

## Description
Outre les caractères généraux des Malvacées, ce genre est défini par les caractéristiques suivantes :
- le calice compte six à neuf lobes ;
- le schizocarpe se sépare en cinq akènes à graine unique.

Ses fleurs le rapproche du genre Malope alors que sa parenté phylogénétique avec le genre Althaea est démontrée.

## Liste des espèces
Cette liste est issue des index IPNI et Tropicos en date d'août 2011.
- Kitaibelia balansae Boiss. (1867) - Turquie (Cilicie).
- Kitaibelia lindemuthii (1905) - appellation horticole : voir Kitaibela vitifolia Willd.
- Kitaibela vitifolia Willd. (1799) - Serbie (Voïvodine) - synonyme :  Malope vitifolia (Willd.) Hegi.

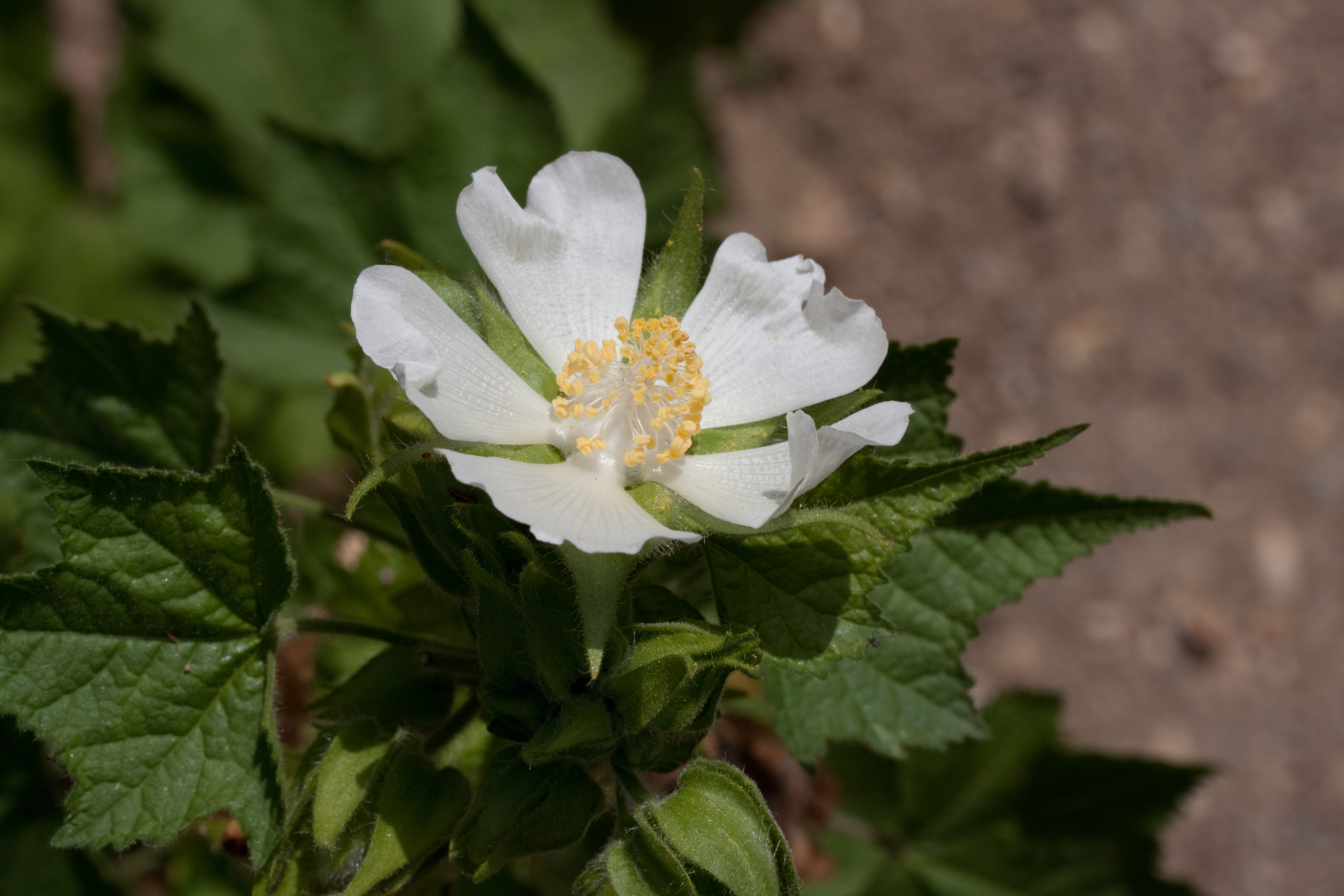
Fleur de Kitaibela vitifolia